# 美濃赤坂駅
美濃赤坂駅（みのあかさかえき）は、岐阜県大垣市赤坂町にある、東海旅客鉄道（JR東海）・日本貨物鉄道（JR貨物）・西濃鉄道の駅である。
JR東海・JR貨物の東海道本線支線（通称：美濃赤坂支線）、西濃鉄道の市橋線（貨物線）が乗り入れる。付近の金生山から石灰石が産出されるため、その輸送のための貨物列車が1日3便発着する。ただし、旅客列車では終着駅である。

## 歴史
- 1919年（大正8年）8月1日：国有鉄道東海道本線の美濃赤坂支線開通[10]と同時に設置[2][3][4][8]。
- 1928年（昭和3年）12月17日：西濃鉄道が乗り入れ[3]。
- 1958年（昭和33年）10月1日：大垣駅 - 当駅間の電化に伴い、駅構内を電化。
- 1968年（昭和43年）10月1日：国鉄のいわゆるヨンサントオダイヤ改正に伴い、東京駅発の夜行普通列車（大垣夜行）が当駅行きとして運転（1969年10月1日に大垣止まりへ変更）[1][11]。
- 1971年（昭和46年）5月1日：荷物の取扱いを廃止[4]。同時に旅客窓口業務を廃止[11]。
- 1974年（昭和49年）10月1日：小荷物の取扱いを開始[4]。
- 1976年（昭和51年）8月21日：小荷物の取扱いを廃止[4]。
- 1987年（昭和62年）4月1日：国鉄分割民営化により、国鉄の駅がJR東海・JR貨物の駅となる[4]。
- 2006年（平成18年）
  - 3月31日：西濃鉄道昼飯線廃止。
  - 10月1日：当駅を発着する区間快速が設定される。
- 2009年（平成21年）3月14日：区間快速設定廃止。
- 2010年（平成22年）3月13日：ダイヤ改正にて当駅発新快速が設定される（平日のみ）。
- 2011年（平成23年）
  - 3月12日：新快速設定廃止。
  - 3月：貨物ホームの建屋南側1/3が切り詰められる。
  - 7月下旬 - 8月上旬：矢橋大理石への専用線跡が分岐部分を含めて撤去される。
- 2013年（平成25年）1月頃：駅東の矢橋大理石の木造建屋が解体。西濃鉄道通運解散のため、貨物ホームのコンテナ・倉庫などが撤去される。
- 2025年（令和7年）3月15日：ICカード「TOICA」が利用可能となる[12][13]。

## 駅構造
単式ホーム1面1線を有する地上駅。ホームに隣接する線路が美濃赤坂駅の本線となっている。また付属する機回し線が現存している。ホームは駅構内の西端にあり、その北端に駅舎が置かれている。駅舎は開業当時からの木造で、窓口は閉鎖されている。旅客駅としては大垣駅が管理する無人駅である。
副本線は7番線と機回し線隣の2番線の2線。7番線は貨物列車の着発線で、ここに市橋線が接続している。このほか、駅構内には複数の側線があり、貨車留置などに使用されていた。現在でもJR東海の保線用車両が留置されることがある。2番線東隣の3番線には貨物ホームが設置されているが、現在は鉄道貨物の積み下ろし作業は行われていない。構内南側には西濃鉄道の機関区が設置されている。かつて駅東側の矢橋大理石工場へ続く専用線も存在した。なお、分岐器操作などの駅業務はJR東海より委託された西濃鉄道が行っている。

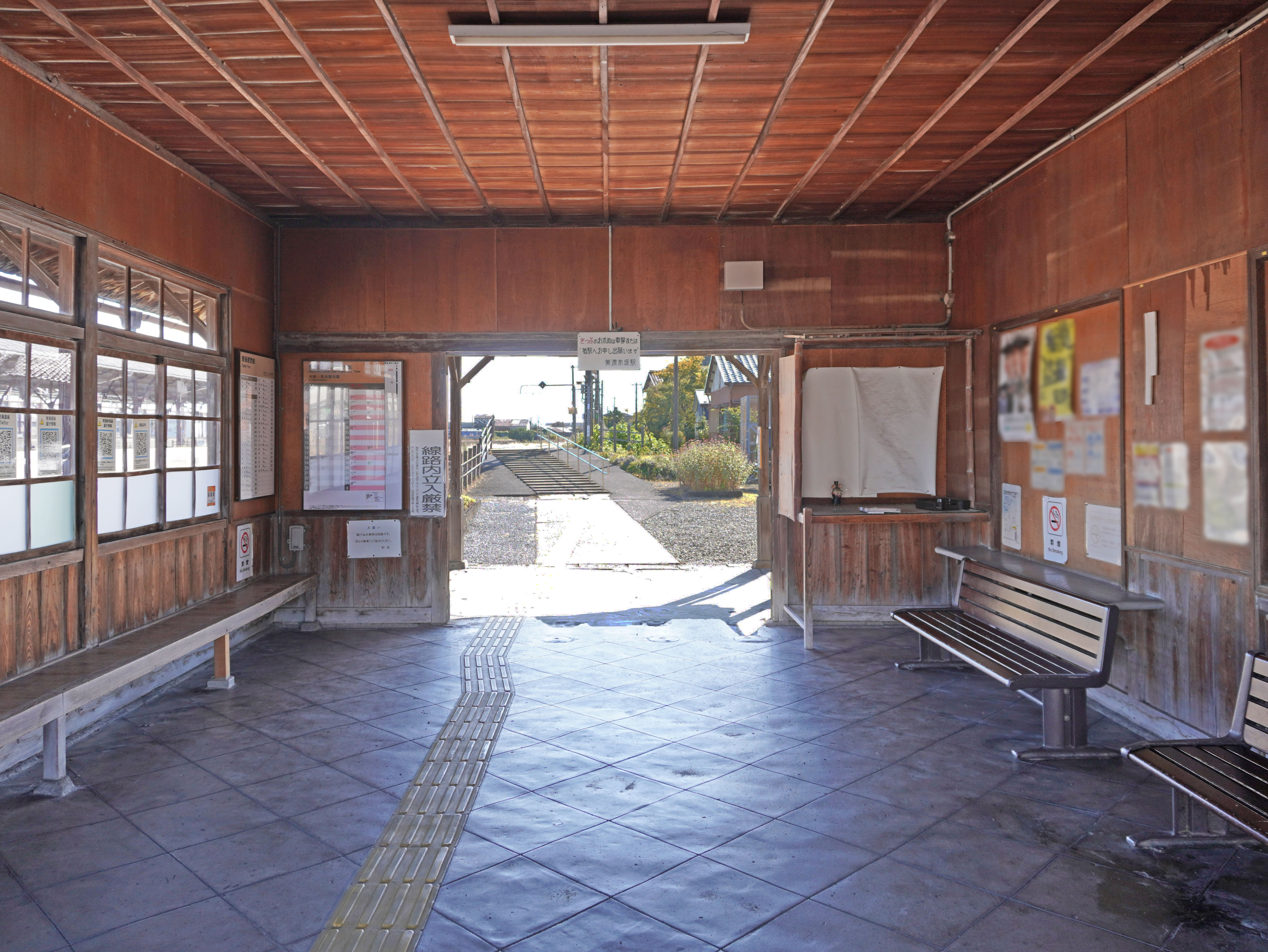
待合室（2022年11月）
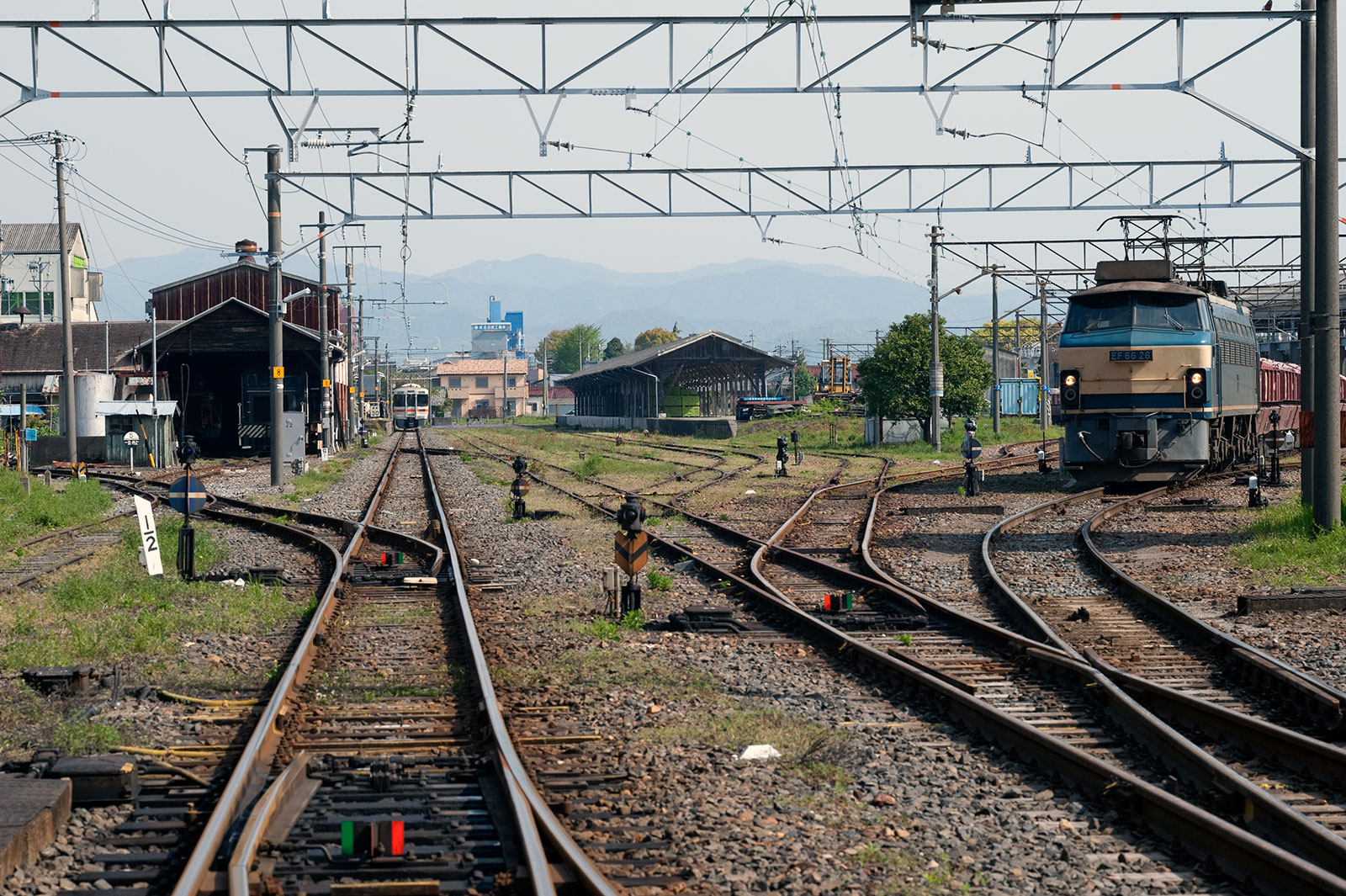
ホームと側線（2010年4月）
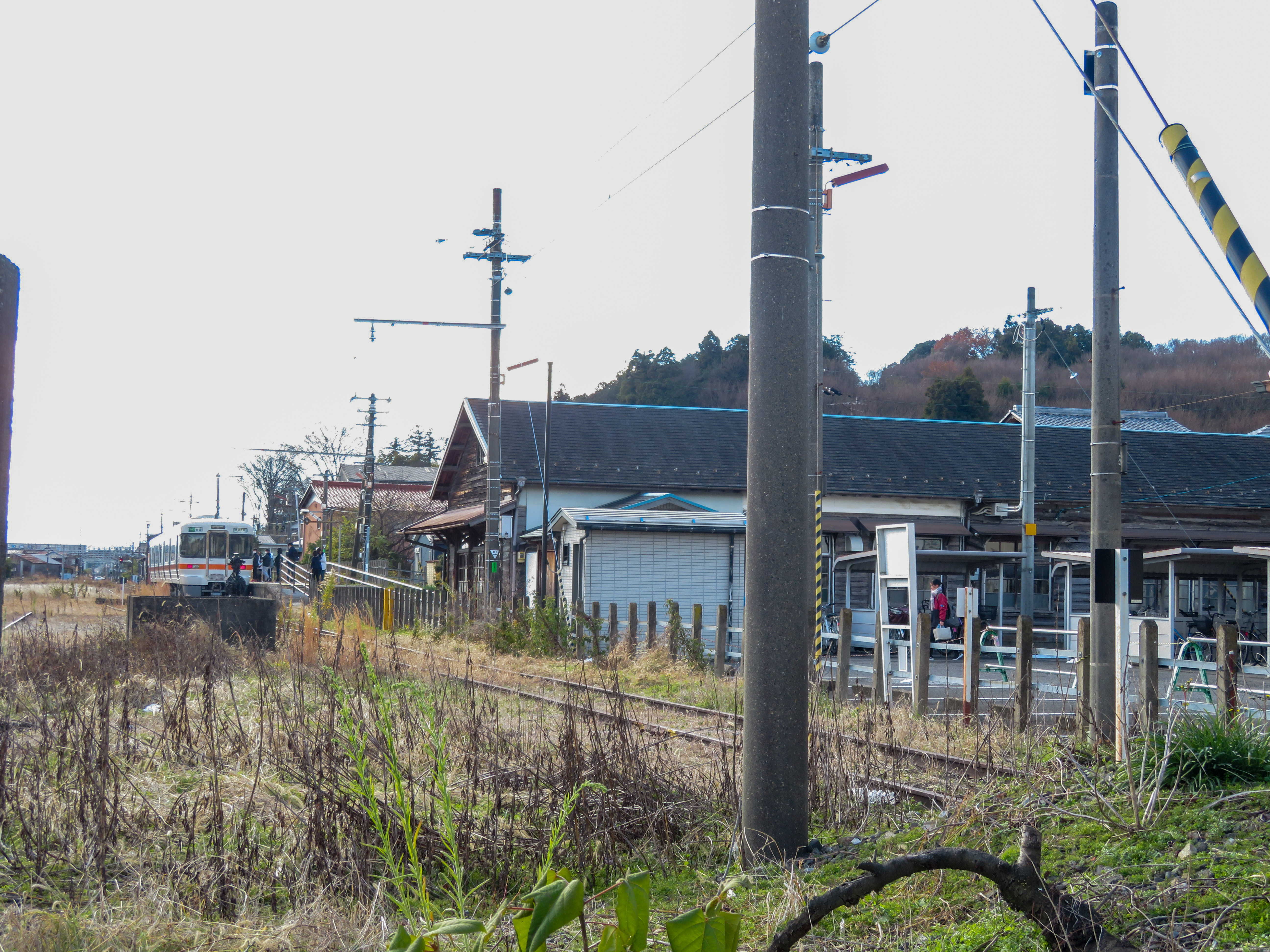
終端部とホーム（2022年12月）

### 配線図
| ← 東海道本線 (美濃赤坂線) 大垣方面 | 美濃赤坂駅 構内配線略図 | → 西濃鉄道 市橋線 乙女坂方面 |
| 凡例 出典:                         |                         |                              |

## 利用状況
「岐阜県統計書」によると、1日平均の乗車人員は以下の通りである。
- 2005年度 - 375人
- 2007年度 - 357人
- 2008年度 - 364人
- 2009年度 - 349人
- 2010年度 - 365人
- 2011年度 - 362人
- 2012年度 - 340人
- 2013年度 - 342人
- 2014年度 - 321人
- 2015年度 - 322人
- 2016年度 - 314人
- 2017年度 - 319人
- 2018年度 - 307人

## 駅周辺
当駅の駅前には、西濃鉄道が運営する喫茶店「西鉄サロン」（西鉄を略称とする西日本鉄道とは無関係）がある。
- お茶屋屋敷跡[3]
- 金生山神社
- 金生山化石館
- 赤坂宿[1][3]
- 大垣市赤坂港会館
- 旧清水家住宅
- 矢橋大理石工場
- 名阪近鉄バス「赤坂丸本前」停留所

## 隣の駅
東海旅客鉄道（JR東海）
■東海道本線（美濃赤坂支線）
荒尾駅 - 美濃赤坂駅
西濃鉄道
市橋線（貨物線）
美濃赤坂駅 - 乙女坂駅